# Consejo de Ciudadanos Conservadores
El Consejo de Ciudadanos Conservadores (en inglés estadounidense: Council of Conservative Citizens) (CCC), es una organización supremacista blanca estadounidense, fundada en 1985, que apoya los valores del nacionalismo blanco y el paleoconservadurismo. La organización se opone al mestizaje del ser humano.
La sede de la organización está ubicada en Potosi, Misuri, y desde 2015, el presidente del grupo es Earl Holt, Jared Taylor es el vocero del grupo y Paul Fromm⁠ es su director internacional.
Los valores de la organización de la CCC fueron tomados del Consejo de Ciudadanos de América, un grupo fundado en 1954. La lista de correo original de la CCC era idéntica a la del Consejo de Ciudadanos.

## Historia
El Consejo de Ciudadanos Conservadores se fundó en 1985 en Atlanta, Georgia, y luego trasladó su sede a San Luis, Misuri. El CCC estaba compuesto por supremacistas blancos, incluidos varios exmiembros de los Consejos de Ciudadanos de América, una organización segregacionista que se destacó entre las décadas de 1950 y 1970. Lester Maddox, ex-gobernador de Georgia, y Leonard Wilson, miembro de la organización Sons of Confederate Veterans, son los fundadores del CCC. Gordon Lee Baum, un abogado jubilado, se desempeñó como director ejecutivo hasta su muerte en marzo de 2015. Earl P. Holt III de Longview, Texas, es el presidente actual de la organización.
El grupo a menudo organiza reuniones con varias asociaciones etno-nacionalistas de los Estados Unidos, y a veces, con organizaciones nacionalistas de Europa. En 1997, varios miembros del CCC asistieron a un evento organizado por el partido de Jean-Marie Le Pen, la Agrupación Nacional. 
Después de varios artículos sobre las relaciones de los políticos con los Consejos de Ciudadanos Blancos, muchos políticos conservadores se han distanciado de la organización. Un ejemplo es el abogado Bob Barr quien, aunque pronunció un discurso ante el CCC, en 1999 afirmó que las creencias raciales del grupo eran "repugnantes" y que desconocía la naturaleza de la organización en el momento del discurso. Barr pronunció el discurso de apertura en la convención nacional del CCC en 1998.
En los años siguientes, la prensa discutió la relación de otros políticos con la organización, el senador Trent Lott fue uno de esos políticos. Después de algunos artículos de prensa, el presidente del Comité Nacional Republicano, Jim Nicholson, denunció que el CCC adopta "creencias racistas y nacionalistas", y pidió a Lott que denunciara formalmente a la organización. Aunque Lott rechazó esto, renunció a su membresía. Más tarde, Nicholson le pidió a Lott que denunciara sus creencias, poco después de que Lott pronunciara un discurso en el cumpleaños del senador Strom Thurmond en 2002, en el que elogió la campaña presidencial del partido Dixiecrat, en 1948.
Tras los comentarios de Nicholson, Lott se disculpó por defender la segregación racial. El grupo también perdió el apoyo de destacados políticos segregacionistas, incluido Thurmond. Poco después, Lott renunció como senador. De manera similar, el exsenador Dick Gephardt asistió a un evento de la organización celebrado en San Luis, a mediados de la década de 1980. Gephart ha dicho repetidamente que eso fue un error.
En 1993, Mike Huckabee, entonces vicegobernador de Arkansas, accedió a dar un discurso en la convención nacional del CCC en Memphis, Tennessee, durante su campaña para gobernador de Arkansas. En el momento de la convención, Huckabee no pudo salir de Arkansas. Envió un discurso en video que fue "visto y bien recibido por el público", según el boletín de la organización. Sin embargo, después de su elección como gobernador en abril de 1994, Huckabee canceló un discurso que tenía previsto dar ante el CCC. Afirmó que: “No participaré en ningún programa que tenga matices racistas. He pasado toda mi vida luchando contra el racismo y el antisemitismo".
El Southern Poverty Law Center (SPLC) y el Miami Herald perfilaron a 38 políticos estatales y locales que aparecieron en eventos del CCC entre los años 2000 y 2004.
La Liga Antidifamación (ADL), afirma que los siguientes políticos son miembros o han dado discursos en reuniones: el senador Trent Lott, el gobernador de Misisipi, Haley Barbour, los senadores estatales de Misisipi, Gary Jackson y Dean Kirby, los exgobernadores Guy Hunt, de Alabama, y Kirk Fordice de Misisipi. También se sospecha que asistió el senador estadounidense Roger Wicker de Misisipi.
En 2005, el Consejo de Ciudadanos Conservadores celebró una conferencia nacional en Montgomery, Alabama. George Wallace Jr., el hijo del ex-governador de Alabama George Wallace, y ex-tesorero estatal que se postulaba para el puesto de vicegobernador, y el actor Sonny Landham hablaron en la conferencia.
Misisipi es el único estado que tiene políticos que son miembros de la organización CCC, incluidos algunos senadores estatales. El Consejo de Ciudadanos Conservadores dijo que tenía 34 miembros en la legislatura de Misisipi.